# 劉鍾瓊
劉鍾瓊，字子衡，貴州省貴陽府人，清朝政治人物、進士出身。
光緒十八年（1892年）壬辰科進士，三甲一百十六名，同年五月，著交吏部掣签分发各省，以知县即用，后官廣西知縣。